# Golfingiidae
Golfingiidae is een familie in de taxonomische indeling van de Sipuncula (Pindawormen).
De familie Golfingiidae werd in 1972 beschreven door Stephen & Edmonds.

## Geslachten
De familie Golfingiidae omvat de volgende geslachten:
- Golfingia
- Nephasoma
- Themiste
- Thysanocardia